# Ixora cowanii
Ixora cowanii är en måreväxtart som beskrevs av Cornelis Eliza Bertus Bremekamp. Ixora cowanii ingår i släktet Ixora och familjen måreväxter. Inga underarter finns listade i Catalogue of Life.